# مسجد دكروب
مسجد دكروب، هو مسجد يقع في قرية دكروب بني على الطراز المعماري السوداني بمنطقة السافانا في غانا في القرن التاسع عشر.